# Presidente da República Portuguesa interino
O Presidente da República Portuguesa interino é um cargo temporário previsto na Constituição portuguesa de 1976. O Presidente da República interino é a pessoa que assume as funções do Presidente da República em caso de seu impedimento temporário ou da vagatura do cargo. Atualmente, é designado Presidente interino o Presidente da Assembleia da República, ou no impedimento deste, um seu substituto; antes, durante o Estado Novo, a sucessão presidencial recaía no Presidente do Conselho de Ministros. Durante a Primeira República e na Ditadura Militar, a chefia interina do Estado recaía na totalidade dos membros do Governo, podendo por praxis no entanto ser atribuídas diretamente as prerrogativas de chefe de Estado interino ao chefe de governo. Após a Revolução de 25 de Abril de 1974, a Junta de Salvação Nacional decretou, com força de lei constitucional, uma organização política transitória em vigor até à promulgação da Constituição de 1976. Esta lei atribuía à Junta de Salvação Nacional o poder de designar, em caso de impedimento do Presidente da República, qual dos seus membros desempenhará interinamente as suas funções.

## Constituição de 1976
A atual Constituição portuguesa refere-se ao Presidente da República interino e às suas atribuições, no artigo 132.º:

1 — Durante o impedimento temporário do Presidente da República, bem como durante a vagatura do cargo até tomar posse o novo Presidente eleito, assumirá as funções o Presidente da Assembleia da República ou, no impedimento deste, o seu substituto.
2 — Enquanto exercer interinamente as funções de Presidente da República, o mandato de Deputado do Presidente da Assembleia da República ou do seu substituto suspende-se automaticamente.
3 — O Presidente da República, durante o impedimento temporário, mantém os direitos e regalias inerentes à sua função.
4 — O Presidente da República interino goza de todas as honras e prerrogativas da função, mas os direitos que lhe assistem são os do cargo para que foi eleito.
O artigo 139.º refere as limitações dos atos do Presidente da República interino, nomeadamente: não pode dissolver a Assembleia da República, não pode nomear membros para o Conselho de Estado nem para o Conselho Superior da Magistratura, não pode convocar referendos. O Presidente interino só pode marcar eleições, convocar extraordinariamente a Assembleia da República, fazer nomeações ou exonerações (Primeiro-Ministro, presidente do Tribunal de Contas, Procurador-Geral da República, o Chefe do Estado-Maior-General das Forças Armadas, embaixadores e enviados extraordinários bem como acreditar os representantes diplomáticos estrangeiros) após audição do Conselho de Estado.

## Linha de sucessão presidencial
A 23 de julho de 2025 a linha sucessória encontra-se ordenada desta forma:
| Presidente da República | → | Presidente da Assembleia da República | → | 1.º Vice-presidente da Assembleia da República | → | 2.º Vice-presidente da Assembleia da República | → | 3.º Vice-presidente da Assembleia da República | → | 4.º Vice-presidente da Assembleia da República | → | Deputado mais antigo |
|                         | → |                                       | → |                                                | → |                                                | → |                                                | → |                                                | → |                      |
| Titular                 | → | 1.º                                   | → | 2.º                                            | → | 3.º                                            | → | 4.º                                            | → | 5.º                                            | → | 6.º                  |

| Posição | Ocupação                                       | Incumbente | Incumbente               | Partido | Partido |
| ------- | ---------------------------------------------- | ---------- | ------------------------ | ------- | ------- |
| Titular | Presidente da República                        |            | Marcelo Rebelo de Sousa  |         | PSD     |
| 1.º     | Presidente da Assembleia da República          |            | José Pedro Aguiar-Branco |         | PSD     |
| 2.º     | 1.º Vice-presidente da Assembleia da República |            | Teresa Morais            |         | PSD     |
| –       | 2.º Vice-presidente da Assembleia da República |            | Vago                     |         | CH      |
| 3.º     | 3.º Vice-presidente da Assembleia da República |            | Marcos Perestrello       |         | PS      |
| 4.º     | 4.º Vice-presidente da Assembleia da República |            | Rodrigo Saraiva          |         | IL      |
| 5.º     | Deputado mais antigo                           |            | José Cesário             |         | PSD     |

Nos termos da Constituição de 1976, em caso da morte ou impedimento do titular do cargo de Presidente da República, quem o irá suceder será o Presidente da Assembleia da República, como diz a Constituição no artigo 132.º. O Presidente interino terá convocará, assim que possível, eleições presidenciais, para a escolha de um novo Presidente da Republica.
No caso caso da morte ou impedimento do titular do cargo de Presidente da República e do Presidente da Assembleia da República, nos momentos imediatamente subsequentes, tornar-se ia Presidente interino um dos "substitutos" do Presidente da Assembleia, isto é, um dos quatros vice-presidentes da Assembleia, como diz no artigo 14.º, n.º 3, do Regimento da Assembleia da República: "no caso de renúncia ao cargo [de Presidente da Assembleia da República] ou vagatura, procede-se a nova eleição no prazo de 15 dias.". Isto é, por um período máximo de 15 dias, um dos vice-presidentes da Assembleia da República seria o Presidente interino, até à eleição interna por parte do Parlamento de um novo Presidente da Assembleia. Após essa eleição, o eleito tornar-se-ia automaticamente Presidente da República interino. Sendo normalmente 4 vice-presidentes, o regimento, no seu artigo 15.º, n.º 2 diz: "em caso de doença, impedimento oficial de duração superior a sete dias ou ausência no estrangeiro, o Presidente da Assembleia é substituído pelo Vice-Presidente da Assembleia do grupo parlamentar a que pertence o Presidente ou pelo Vice-Presidente que o Presidente designar.". Como numa situação extrema como a de um acidente que o vitimasse, o Presidente da Assembleia não teria à partida designado nenhum vice-presidente para o substituir, nem nenhuma das condições previstas (doença, impedimento oficial ou ausência no estrangeiro) se enquadra no caso de morte, vemos que o "substituto" não seria necessariamente o Vice-Presidente pertencente ao partido ao qual pertence o falecido Presidente da Assembleia, visto que o n.º 3 diz: "sem prejuízo do disposto no número anterior, a cada Vice-Presidente cabe assegurar as substituições do Presidente da Assembleia por período correspondente ao quociente da divisão do número de meses da sessão legislativa pelo número de Vice-Presidentes."). Isto quer dizer que, dependendo da altura do ano em que se encontrasse a sessão legislativa, um dos quatro vice-presidentes ocuparia interinamente o cargo.
No caso da morte ou impedimento do titular do cargo de Presidente da República, de Presidente da Assembleia da República e de todos os Vices-presidentes da Assembleia da República, segundo o regimento, no seu artigo 24.º, n.º 3: "no caso de renúncia ao cargo, vagatura ou suspensão do mandato de Deputado, procede-se, até à quinta reunião imediata, à eleição de novo [Vice-Presidente da Assembleia da República] (…)".
Ou seja, falecendo os quatro vice-presidentes da Assembleia, este órgão teria até cinco reuniões para elegê-los novamente. O normal seria eleger-se nova Mesa da Assembleia, isto é, elegendo também o Presidente da Assembleia (que também falecera), para além dos vice-presidentes, ficando logo escolhido o chefe de Estado interino. Mas o regimento obriga à eleição dos novos vice-presidentes numa das cinco primeiras reuniões do Plenário, ficando um deles incumbido de substituir o Presidente da Assembleia morto. Para a eleição do Presidente da Assembleia estão reservados 15 dias o que, em teoria (mas muito pouco provável), poderia colocar um dos vice-presidentes como Presidente da República interino até que ficasse definido o novo Presidente da Assembleia.
Então na ausência destas figuras, segundo o regimento no artigo 22.º, n.º 4, seria Presidente interino, o Deputado mais antigo, isto é, o deputado com mais dias em função desde a primeira vez que tomou posse como deputado, independentemente se esteve em legislaturas seguidas ou não, ("Na falta do Presidente da Assembleia da República e do seu substituto nos termos do artigo 15.º, as reuniões são presididas rotativamente pelos outros Vice-Presidentes ou, na sua falta, pelo Deputado mais antigo e, em caso de idêntica antiguidade, pelo mais idoso de entre os mais antigos."). Fica pouco claro se este "Deputado mais antigo" presidiria apenas às reuniões da Assembleia da República ou, se interinamente também se tornaria chefe de Estado. Mas provavelmente seria esta a escolha, por interpretação da lei.

## Disposições constitucionais anteriores

### Constituição de 1911
A primeira constituição republicana de Portugal, adoptada em 1911, definia no seu artigo 38.º:

§ 2.º — No caso de vacatura da presidência, por morte ou qualquer outra causa, as duas Câmaras, reunidas em Congresso da República por direito próprio, procederão imediatamente à eleição do novo Presidente, que exercerá o cargo durante o resto do período presidencial do substituido.
§ 3.º — Enquanto se não realizar a eleição a que se refere o parágrafo anterior, ou quando, por qualquer motivo, houver impedimento transitório do exercício das funções presidenciais, os Ministros ficarão conjuntamente investidos na plenitude do Poder Executivo.

### Constituição de 1933
Inicialmente, a Constituição de 1933 não previa qualquer procedimento a adoptar em caso de incapacidade temporária do Presidente da República. No entanto, segundo o artigo 80.º, em caso de vagatura da Presidência, proceder-se-ia à eleição de novo Presidente, no prazo máximo de sessenta dias, ficando no entretanto investido nas atribuições do Chefe de Estado o Governo no seu conjunto.
Após revisão constitucional de 23 de março de 1935, passou a ler-se no artigo 80.º:

§ 2.º — Enquanto se não realizar a eleição prevista neste artigo, ou quando, por qualquer motivo, houver impedimento transitório das funções presidenciais, ficará o Presidente do Conselho investido nas atribuições do Chefe do Estado, conjuntamente com as do seu cargo.

## História

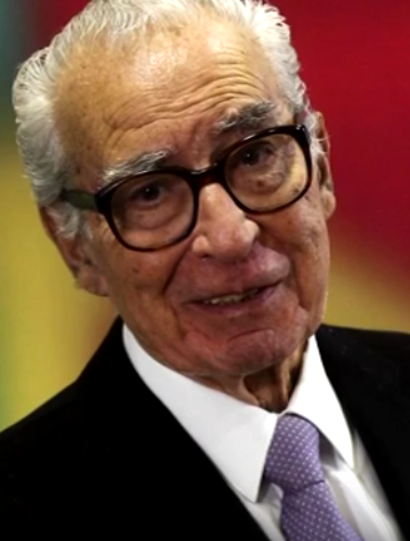
António de Almeida Santos foi a última pessoa a assumir a Presidência da República interinamente, devido a operação de Jorge Sampaio, em 1996.

Durante a Primeira República Portuguesa, António José de Almeida foi o único Presidente da República a cumprir integralmente um mandato de quatro anos. Após as demissões de Manuel de Arriaga em 1915, e de Manuel Teixeira Gomes em 1925, foram imediatamente convocadas novas eleições presidenciais, não chegando a haver quem assumisse a chefia do Estado interinamente.
Após o Golpe de Estado de Dezembro de 1917 que depôs o Presidente Bernardino Machado, ficou a totalidade do governo sidonista interinamente incumbida da chefia do Estado, até serem ditatorialmente atribuídas as prerrogativas de Presidente da República interino a Sidónio Pais duas semanas depois, até que passou a ser Presidente da República de pleno direito após as eleições em abril de 1918.
Quando Sidónio Pais foi assassinado em 14 de dezembro de 1918, ficou a totalidade do governo investida na totalidade do poder executivo, até à eleição de João do Canto e Castro para a Presidência da República, que teve lugar dois dias depois, a 16 de dezembro.
Após a Revolução de 28 de Maio de 1926 que deu início à Ditadura Militar que cessou a vigência da Constituição de 1911, o Presidente Bernardino Machado resigna a favor de José Mendes Cabeçadas e este, passado alguns dias, é forçado a abdicar em favor de Manuel Gomes da Costa.
António de Oliveira Salazar, na capacidade de Presidente do Conselho de Ministros, actuou como Presidente da República interino por duas vezes. A primeira, em abril de 1935, foi após o termo do primeiro mandato do Presidente Óscar Carmona; Salazar serve como Presidente da República interino até à tomada de posse de Carmona, por este estar impossibilitado de tomar posse devido a doença. Em 1951, após a morte de Carmona, Oliveira Salazar, assume novamente as funções de Presidente da República interino, desta vez durante quase quatro meses, até à tomada de posse do Presidente Craveiro Lopes.
Após a Revolução de 25 de Abril de 1974, José Pinheiro de Azevedo assumiu interinamente as funções de Presidente da República por ocasião da viagem presidencial do Presidente António de Spínola aos Estados Unidos da América em 15 de outubro de 1974, tal como sucedeu posteriormente, por resolução do Conselho da Revolução em 4 de junho de 1975, em 24 de setembro de 1975, e em 16 de outubro de 1975.
Na vigência da Constituição de 1976, serviram como presidentes da República interinos Vasco da Gama Fernandes, Teófilo Carvalho dos Santos e Francisco de Oliveira Dias, sempre em substituição de António Ramalho Eanes.
Em 1996, o Presidente Jorge Sampaio foi sujeito a uma intervenção cirúrgica ao coração devido a um prolapso da válvula mitral. Sampaio pediu ao Tribunal Constitucional que o considerasse temporariamente impedido e foi substituído pelo Presidente da Assembleia da República António Almeida Santos, entre 27 de julho e 7 de agosto de 1996. A operação foi marcada de modo a que coincidisse com o período de férias, e Almeida Santos passou uma semana em Lagoaça como era seu hábito.
Quando, em dezembro de 2017, o Presidente Marcelo Rebelo de Sousa foi operado, de urgência, a uma hérnia umbilical no Hospital Curry Cabral, não se fez substituir por Eduardo Ferro Rodrigues, o Presidente da Assembleia da República, considerando-se que não existia uma situação de impedimento temporário. Com efeito, Marcelo Rebelo de Sousa chegou a promulgar quatro diplomas legais durante o seu internamento. Quatro anos mais tarde, em dezembro de 2021, Marcelo Rebelo de Sousa foi submetido a uma operação programada de correcção de hérnia inguinal bilateral, no Hospital das Forças Armadas, entendendo não haver razão para ser substituído devido à simplicidade do procedimento.